# اثر فریزر دارلینگ

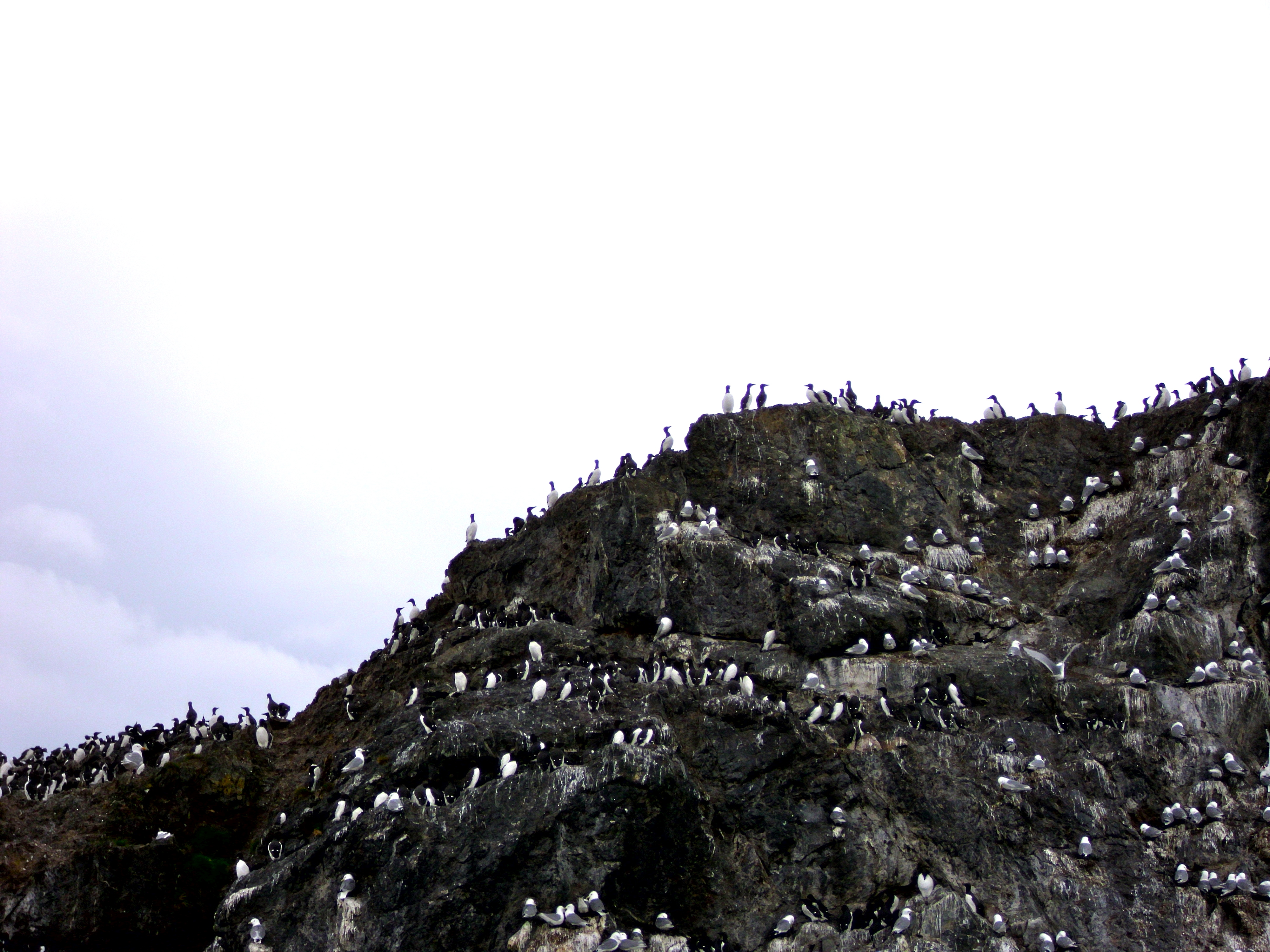
لانه کاکایی پاسیاه در جزیره کاکایی در آلاسکا

اثر فریزر دارلینگ (به انگلیسی: Fraser Darling effect) فصل تولیدمثل همزمان و کوتاه‌شده دیده می‌شود که در کلنی‌های بزرگ پرندگان رخ می‌دهد. این پرورش هماهنگ و تسریع شده سبب شانس بیشتری برای بقا برای هر فرزند می‌شود.
این اثر به افتخار سر فرانک فریزر دارلینگ که آن را در سال ۱۹۳۸ پیشنهاد کرد، نام‌گذاری شده‌است. فریزر دارلینگ هنگام مطالعه بر روی کاکایی شاه‌ماهی‌خوار در سواحل انگلیس متوجه شد که کاکایی‌های منفرد به‌ندرت جوجه‌های خود را از مرحله جوجه پروازی بزرگ می‌کنند. این امر او را به این نتیجه رساند که پرندگان نه تنها از جفت خود بلکه از دیگر پرندگان همان گونه تحریک جنسی دریافت کردند.
از زمان مشاهدات آغازین فریزر دارلینگ، این پدیده در پرندگان سیاه بروئر، کاکایی شاه‌ماهی‌خوار اروپایی، کاکایی سرسیاه و سفیدغاز نیز دیده شده‌است. با این حال، مطالعات دیگر انجام‌شده از آن زمان تاکنون نتوانسته‌است آن را در دیگر گونه‌های مختلف مرغان تأیید کند.